# Atalaia (Vila Nova da Barquinha)
Atalaia ist eine Gemeinde (Freguesia) im portugiesischen Kreis Vila Nova da Barquinha. In ihr leben 1734 Einwohner (Stand 19. April 2021).